# Кливлендская гнедая лошадь
Кли́влендская гнеда́я (англ. Cleveland Bay — старейшая порода лошадей Великобритании, ведет происхождение со времен Средневековья. Своё название получила благодаря масти и Кливленду в Йоркшире, где была выведена.

## Характеристики породы
Большая благородная голова со слегка выпуклым профилем, длинная мускулистая шея, наклонная, мускулистая лопатка, холка не высокая, грудная клетка широкая и глубокая. Корпус длинный и мощный. Круп слегка скошенный, ноги сильные, коротковатые по отношению к корпусу, очень костистые и лишены щеток. Кливлендские гнедые — прочные, отличающиеся долголетием лошади.
Масть исключительно гнедая, хотя у лошадей некоторых линий могут быть серые волосы в гриве и хвосте, что является свидетельством чистоты происхождения. Единообразие масти приветствуется, так как это позволяет с легкостью подбирать лошадей в упряжку. Лошадей с белыми отметинами (кроме небольшой звезды на лбу) не записывают в племенную книгу.
Ноги лошадей от предплечья должны быть черными, коричневый или рыжий низ ног считается недостатком. В период зарождения породы практически все лошади имели ремень на спине, позднее в результате ауткроссинга в XVIII веке эта особенность перестала проявляться.

## История породы
Выведена несколько столетий назад в Англии на основе исчезнувшей чэпменской лошади, местных тяжеловозных, а также чистокровной верховой и арабской пород. С середины XIX века скрещивание полученной породы с чистокровной верховой не допускалось, чтобы не разрушить тип замечательной каретной лошади со спокойным темпераментом и хорошими движениями на рыси.

## Использование породы
Кливлендская гнедая — универсальная порода, используемая в различных целях.